# Boninogaster
Boninogaster är ett släkte av svampar. Boninogaster ingår i familjen Hysterangiaceae, ordningen Hysterangiales, klassen Agaricomycetes, divisionen basidiesvampar och riket svampar.
|              | Hysterangium                              |
|              |                                           |
|              | Aroramyces                                |
|              |                                           |
|              | Circulocolumella                          |
|              |                                           |
| Boninogaster | \| \| Boninogaster phalloides \| \| \| \| |
|              | \| \| Boninogaster phalloides \| \| \| \| |
|              | Clathrogaster                             |
|              |                                           |
|              | Boninogaster phalloides                   |
|              |                                           |

|  | Boninogaster phalloides |
|  |                         |